# Daniel Bachmann
Daniel Bachmann, né le 9 juillet 1994 à Vienne, est un footballeur autrichien qui évolue au poste de gardien de but au Deportivo La Corogne, en prêt de Watford FC.

## Biographie

### Carrière en club
Initialement formé à l'Austria Vienne, dans sa ville natale, Bachmann rejoint l'académie de Stoke City à l'été 2011. Après avoir joué en équipe de jeune avec Stoke pendant trois ans, il rejoint le club de Conference National du Wrexham FC en prêt le 5 août 2014, où il passe toute la saison suivante,.
Bachmann est à nouveau prêté en juillet 2015, rejoignant le club de Ross County en Premiership écossaise. Il y fait ses débuts professionnels le 8 août 2015, entrant en jeu à la suite de la blessure de Scott Fox à l'occasion de la victoire 2-0 sur le Hamilton Academical. Mais ce prêt est interrompu précocement du fait d'un manque de temps de jeu, et Bachmann est cette fois prêté à Bury en League One le 28 octobre 2015 où il reste jusqu'en janvier 2016.
Alors que son dernier contrat avec Stoke est arrivé à son terme, Bachmann signe un contrat de trois ans avec Watford le 1er juillet 2017.
Le 8 août 2018, il rejoint Kilmarnock en Premiership écossaise pour un prêt d'une saison. Auteur d'une saison remarquée en Écosse, où il permet aux siens de terminer troisième, qualifiant son club pour les phases préliminaires de la Ligue Europa, attirant notamment l'attention des géants du championnat, les Glasgow Rangers,,.
Il fait finalement ses débuts à Watford la saison suivante, à l'occasion d'un match de FA Cup contre les Tranmere Rovers, s'imposant vraiment dans le club la saison suivante alors qu'il enchaîne les succès en Championship, où son club a été relégué la saison précédente,,.

### Carrière en sélection
International régulier avec l'Autriche en équipes de jeunes, puis avec les espoirs depuis une victoire 2-0 contre l' Azerbaïdjan en septembre 2015, Bachmann est appelé pour la première fois en équipe nationale autrichienne le 14 mars 2017 pour des matchs contre la Moldavie et la Finlande, enchainant les convocation en cette année 2017, sans toutefois sortir du banc lors d'un match international.
Il est à nouveau convoqué en équipe nationale en mars 2021, pour les matchs de qualifications à la Coupe du monde 2022,.

## Palmarès

### En club
- Watford
  - Vice-champion d'Angleterre de deuxième division en 2021.